# Harry Porter
Harry Franklin Porter  (ur. 31 sierpnia 1882 w Bridgeport, w stanie Connecticut, zm. 27 czerwca 1965 w Hartford, w Connecticut) – amerykański lekkoatleta skoczek wzwyż, mistrz olimpijski z 1908 z Londynu.
Studiował na Cornell University. Po jego ukończeniu zdobył w 1908 mistrzostwo Stanów Zjednoczonych (AAU) i zakwalifikował się na igrzyska olimpijskie w Londynie.
Na igrzyskach zwyciężył z nowym rekordem olimpijskim 1,90 m. Swój rekord życiowy – 1,93 m ustanowił w 1909.